# Fredonia (Rebsorte)
Die rote Rebsorte Fredonia stammt aus den Vereinigten Staaten. Fred Elmer Gladwin (1877–1940) kreuzte sie im Jahr 1915 am New York State Agriculture Experiment Station der Cornell University in Geneva (New York). Er nutzte dabei die Sorten Champion und Lucile. Die Hybridrebe Fredonia ist eine Mischung von Vitis labrusca und Vitis vinifera. Seit 1927 ist sie für die Anbau freigegeben. Aufgrund ihrer Winterhärte wird die Rebsorte in den US-Staaten Pennsylvania und Michigan angebaut.
Fredonia diente als Elternteil der Neuzüchtungen Alwood, Bath, Bluestar, Einset Seedless, Mars, Moored, Rosebelle, Valiant und Van Buren. Im Jahr 2016 betrug die erhobene Rebfläche 28 Hektar.

## Ampelographische Sortenmerkmale
- Die Rebsorte ist starkwüchsig und ertragreich. Die Erntemenge sollte daher stark eingeschränkt werden.
- Die mittelgroßen bis großen Trauben sind zylindrisch und dichtbeerig aufgebaut. Die saftigen Beeren sind von blau-schwarzer Farbe und verfügen über eine dicke Haut. Der Wein verfügt über einen ausgeprägten Fox-Ton. Die Beeren werden daher häufig zu Saft, Marmelade und Gelee verarbeitet. Der Wein dient häufig als Verschnittpartner oder wird selten als leichter Roséwein angeboten.

Die frühreifende Rebe ist anfällig gegen den Echten Mehltau der Weinrebe, den Falschen Mehltau der Weinrebe, Anthraknose und die Eutypiose. Aufgrund der dicken Schale ist sie kaum anfällig gegen Grauschimmelfäule. Fredonia ist winterhart (bis −30 °C).

## Synonyme
Black Niagara, Early Concord, Gladwin 15, Island Belle und Niagara